# Die Früchtegirlande
Die Früchtegirlande, auch Der Früchtekranz oder Glück der Zeiten, ist eine Allegorie von Peter Paul Rubens, Frans Snyders und Jan Wildens aus den Jahren 1616/1617. In ihr stellte Rubens seine Kinder als Putti dar, während Snyders die Girlande aus Früchten in der Manier eines Stilllebens ausführte und Wildens die Landschaftsmalerei im Hintergrund ergänzte. Das barocke Motiv aus der flämischen Malerei des 17. Jahrhunderts gehört zu den bekanntesten Puttendarstellungen der Kunstgeschichte.

## Beschreibung und Bedeutung
Vor dem Hintergrund eines erdigen Hangs oder einer Felswand und einer sich links öffnenden, bewölkten Landschaft tragen sieben nackte Kinder ein Feston aus verschiedenen Beeren, Früchten und Blattwerk. Dargestellt sind unter anderem Weintrauben, Pfirsiche, Birnen, Äpfel, Kirschen, Erdbeeren und Feigen. Ihr Zug wird angeführt von einer gebeugt schreitenden, blonden Kindergestalt links und abgeschlossen von einem aufrecht gehenden, brünetten Knaben rechts. Zwischen ihnen stützen zwei hockende Kinder die durchhängende Girlande emsig von unten, während drei weitere sich neben ihr befinden. Von diesen dreien blicken zwei zum Betrachter. Eines legt seinen Arm beflissen über den Feston, als wolle es ihn stabilisieren.
Das allegorische Motiv der Früchtegirlande symbolisiert – ähnlich dem Füllhorn – das Glück und die Fülle des Lebens. Kultiviert wurde es, fußend auf Fruchtbarkeitssymbolen der griechischen und römischen Mythologie, insbesondere in der Malerei der italienischen Renaissance, etwa bei Andrea Mantegna, dessen Werk Rubens in Italien studiert hatte. Die wie kleine Engel, Eroten oder Cupidi dargestellten Kinderfiguren, deren füllige, nackte Körper mit den prallen Formen der Früchte korrespondieren und dem Bild eine barocke Dynamik geben, unterstreichen als Putti die Symbolik.

## Entstehung
Das Werk entstand im Atelier von Peter Paul Rubens in Antwerpen als Gemeinschaftsarbeit mit dem Stilllebenmaler Frans Snyders und dem Landschaftsmaler Jan Wildens. Weil eine gleichartige Zusammenstellung von Kindern und Früchten auf der Skizze Das Bild der Ceres von Jan Brueghel dem Älteren in der Petersburger Eremitage erhalten ist, ging der Maler und Kunstschriftsteller Hermann Knackfuß davon aus, dass Rubens sich bei der Entwicklung seines Motivs von diesem Bild seines engen Freundes möglicherweise anregen ließ. Als Modelle für die Putti standen Rubens unter anderem seine Kinder Clara Serena und Albert, die seine Ehefrau Isabella 1611 und 1615 geboren hatte, zur Verfügung. Deren Kinderspiel und Drolligkeit verherrlichte er in seiner Darstellung.

## Provenienz und Rezeption

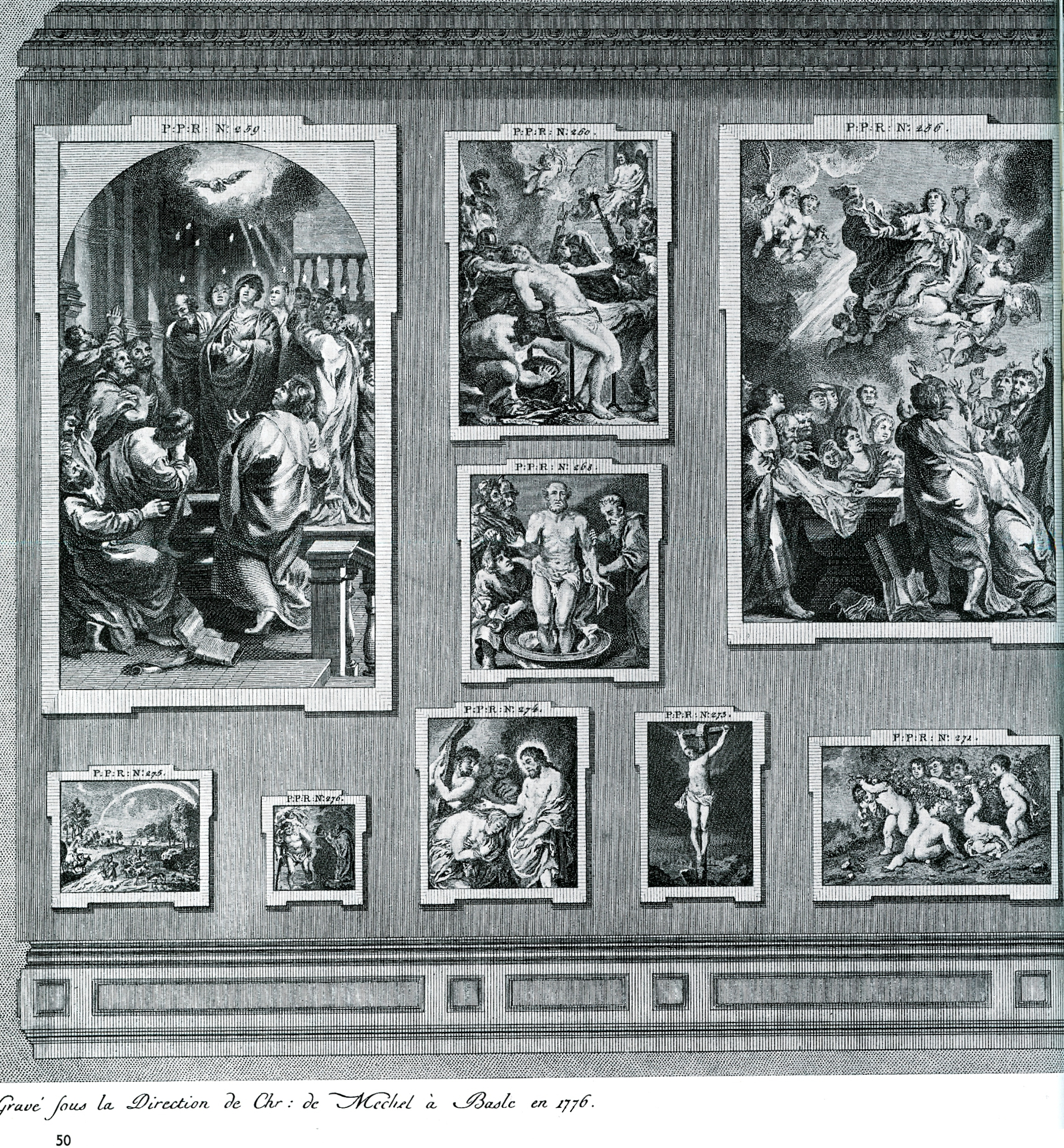
Darstellung des Gemäldes (unten rechts) in einem Kupferstich des Galeriewerks La Galerie Électorale de Dusseldorff von Nicolas de Pigage und Christian von Mechel, 1778

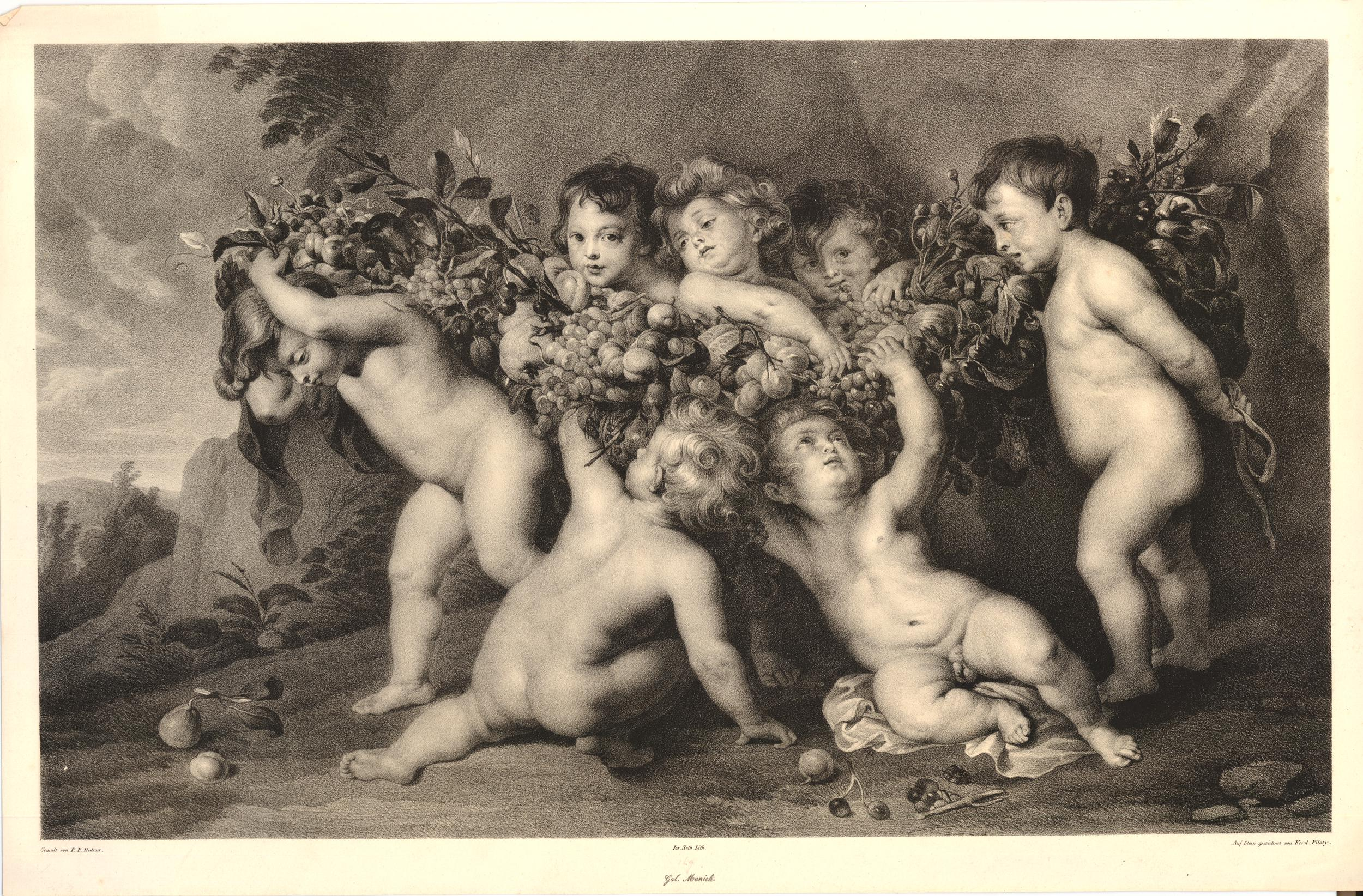
Lithografie von Josef Anton Selb nach einer Zeichnung von Ferdinand Piloty, 1820/1821

Das Bild gelangte in die Düsseldorfer Kunstsammlung des pfälzischen Kurfürsten Johann Wilhelm. Im Rubenssaal seiner Gemäldegalerie am Düsseldorfer Schloss war es während des 18. Jahrhunderts ausgestellt. Dort wurde es unter anderem von dem Reiseschriftsteller Georg Forster rezipiert und von dem Kupferstecher Heinrich Schmitz für druckgrafische Zwecke kopiert. Mit dem Großteil der Düsseldorfer Kunstsammlung des Kurfürsten und seiner Nachfolger gelangte das Gemälde 1806 nach München, wo es in der 1836 eröffneten Pinakothek ausgestellt wurde und es den Kunsthistoriker Jacob Burckhardt „unvergesslich“ beeindruckte. In München fertigten Ferdinand Piloty und Josef Anton Selb eine Lithografie des Gemäldes, Leo Schöninger eine Galvanografie, Johann Leonhard Raab eine Radierung, Franz Hanfstaengl eine Fotografie, Otto Wustlich eine Porzellanmalerei, Ludwig Horst eine Kopie, Friedrich Vogel einen Stich.